# Youplus
Youplus（ユープラス）は、かつて存在していた日本のガールズグループ。音楽プロデュースは和田直希。

## 概要
中西香菜、川後陽菜、尾形春水、林田真尋による4人組ユニット。中西を発起人として、アイドルのセカンドキャリアとして新しい道を作りたいという願いから結成された。
グループの特徴として、メンバーは以前異なった事務所のアイドルグループに所属していたという点である。中西と尾形はアップフロントプロモーション（ハロー!プロジェクト）、川後は乃木坂46合同会社（坂道シリーズ）、林田はライジングプロダクションに所属していた。
4人は2021年4月より「カオスピピス」としてYouTubeを中心にフリーランスで活動していたが、虚偽の仕事依頼や金銭面などのトラブルに巻き込まれてしまい、音楽活動に支障が出ていた。そこで、同年7月にプロデューサーとして和田直希を迎え、改めてユニットの体制を整えて本ユニットが結成された。

## 略歴

### 2021年
- 7月4日、Zepp Tokyoにてグループの結成発表。
- 12月9日、ミュゼアンバサダー就任記者発表会[4]。

### 2022年
- 1月7日、Youplus（ユープラス）、オフィシャルファンクラブ『Plusme』を開設[5]。
- 2022年3月23日、ショップアプリ開設[6]。

### 2023年
- 7月8日、「Youplusから大切なお知らせ」をSNSに公表し、2023年9月3日での解散を発表[7]。翌日7月9日をもって川後が脱退[8]。
- 8月6日、林田真尋が2023年7月29日付で脱退した事を発表[9]。
- 9月3日、解散。

## 解散時のメンバー
| 名前                     | 生年月日（年齢）      | ファーストキャリア |
| ------------------------ | --------------------- | ------------------ |
| 中西香菜（なかにしかな） | 1997年6月4日（28歳）  | アンジュルム       |
| 尾形春水（おがたはるな） | 1999年2月15日（26歳） | モーニング娘。     |

### 元メンバー
| 名前                       | 生年月日（年齢）      | ファーストキャリア |
| -------------------------- | --------------------- | ------------------ |
| 川後陽菜（かわごひな）     | 1998年3月22日（27歳） | 乃木坂46           |
| 林田真尋（はやしだまひろ） | 1998年5月7日（27歳）  | フェアリーズ       |

## 作品

### シングル
| #   | タイトル | リリース日     | レーベル |
| --- | -------- | -------------- | -------- |
| 1st | Delight  | 2022年4月13日  | Shelm    |
| 2nd | 無邪気   | 2022年11月23日 | Shelm    |

### ミニアルバム
| #   | タイトル                       | リリース日     | レーベル |
| --- | ------------------------------ | -------------- | -------- |
| 1st | TO THE NIGHT OF COSMIC EXPRESS | 2021年12月22日 | Shelm    |

### アルバム
| #   | タイトル | リリース日   | レーベル |
| --- | -------- | ------------ | -------- |
| 1st | 流星群   | 2023年7月7日 | Shelm    |

### 配信限定シングル
| #   | タイトル                       | リリース日     | レーベル |
| --- | ------------------------------ | -------------- | -------- |
| 1st | Last Laugh                     | 2021年11月24日 | Shelm    |
| 2nd | TO THE NIGHT OF COSMIC EXPRESS | 2021年12月22日 | Shelm    |
| 3rd | てがみ (林田真尋・川後陽菜ver) | 2022年10月28日 | Shelm    |

## ライブ・イベント
- 「新グループ名&新曲発表 プレミアムライブイベント」（2021年7月4日、Zepp Tokyo）
- 「Youplus Live volume.0 - Birthday Live」（2021年9月3日、Veats Shibuya）
- 「1st EP 『TO THE NIGHT OF COSMIC EXPRESS』レコ発ライブ」（2021年12月25日、KT Zepp Yokohama）
- 「豆プラス ‘’revenge’’ 〜 Youplus vs 豆柴の大群 2MAN LIVE 〜」（2022年7月17日、恵比寿・The Garden Hall）
- plusme限定「秋の大運動会」（2022年9月4日）
- plusme限定「Youplus 全国ツアー直前 決起集会」（2022年11月10日）
- ワンマンツアー「無邪気な世界」（2022年11月18日、博多 DRUM Be-1）
- ワンマンツアー「無邪気な世界」（2022年11月25日、大阪RUIDO）
- ワンマンツアー「無邪気な世界」（2022年11月30日、名古屋SPADE BOX）
- ワンマンツアー「無邪気な世界」（2022年12月2日、原宿RUIDO）
- ワンマンツアー「無邪気な世界」（2022年12月3日、原宿RUIDO）
- ワンマンツアー「無邪気な世界」（2022年12月21日、札幌SPiCE）
- ワンマンツアー「無邪気な世界」（2022年12月25日、長崎 DRUM Be-7）
- plusme限定「よふかしボウリング大会」（2022年12月27日）
- plusme限定「新年会」(2023年1月22日)
- ワンマンツアー「無邪気な世界」追加公演（2023年2月17日、大阪・梅田 Shangri-La）
- ワンマンツアー「無邪気な世界 〜Grand Final〜」追加公演（2023年2月22日、東京・Shibuya O-WEST）
- plusme限定「春の大遠足」(2023年4月8日)
- Youplus 1st Album ｢流星群｣ 発売記念 POP UP『Project : 流星群』開店記念イベント（2023年4月15日 - 5月16日、新宿ミロード・one x one）
- plusme限定「Project:流星群 〜完結編〜」（2023年7月8日）
- plusme限定「ふたりぼっちの夏祭り」(2023年8月19日)
- ワンマンツアー「〜The End of the Gravity〜」(2023年8月30日、Shangri-La)
- ワンマンツアー「〜The End of the Gravity〜」(2023年9月1日、Spotify O-nest)
- plusme限定 youplus 2周年記念「大感謝祭」(2023年9月3日

## 出演ライブ・イベント
- 「MARQUEE祭」（2022年3月6日、Spotify O-EAST）
- 「Youplus x WEGO SHINSAIBASHI Closed Event」（2022年4月10日、WEGO心斎橋店）
- 「Youplus x WEGO HARAJUKU Closed Event」（2022年4月16日、WEGO原宿竹下通り店）
- 「超！喰らいマックスIDOL 2022」（2022年5月2日、日比谷公園、にれのき広場特設ステージ）
- 「TGC teen 2022 Fukuoka」（2022年5月8日、Zepp Fukuoka）
- 「コトネの日」（2022年5月10日、中野サンプラザ）
- 「IDOL STAGE FES.vol.2」（2022年5月28日、神奈川県民ホール）
- 「Youplus x WEGO OSU Closed Event」（2022年5月29日、WEGO大須店）
- 「THIS is OUR HOME in 沖縄」（2022年6月17日・6月19日、沖縄Cyber-Box）
- 「超NATSUZOME 2022」（2022年7月3日、海浜幕張）
- 「最高の推し増しフェス」（2022年8月27日、恵比寿・LIQUIDROOM）
- ｢柳祭(中夜祭) Breakthrough〜道を切り拓こう〜」（2022年11月2日、成城大学）
- ｢IDOL STAGE FES vol.4｣ （2022年11月20日、もみじ山文化センター・なかのZERO）
- ｢パワースポット結び vol.8｣ （2022年12月15日、神田明神ホール）
- ｢超アイドルの日 supported by コトネの日｣（2023年1月6日・7日、 LINE CUBE SHIBUYA）
- ｢うるトラすフェスタ vol.11｣（2023年1月14日、ヒューリックホール東京）
- ｢LANDCON vol.02｣（2023年3月31日、LIQUIDROOM ）
- ｢歌舞伎町UP GATE↑↑｣（2023年5月6日、SHINJUKU WALLY）
- ｢マスカレイド・アイドル｣（2023年5月13日、KANDA SQUARE HALL）
- 「JURIN pre.「Colorless Vol.1」」（2023年8月18日、SHIBUYA DESEO）
- ｢夏クル2023×アイドルテーマパーク番外編」(2023年8月13日、象の鼻桟橋)

## コラボレーション
- atmos pink
- WEGO
- unalloyed